# Жовнині
Жовнині (Picinae) — підродина птахів родини дятлових (Picidae). Містить 180—199 видів з 26 родів. Поширені по всьому світі. Це птахи дрібного і середнього розміру. Сюди включають дятлів із сильними дзьобами і чотирма протиставленими пальцями (деякі види мають три пальці).

## Класифікація
Підродина містить 26 родів:
- Hemicircus, 2 види
- Melanerpes, Гіла, 24 види
- Sphyrapicus, 4 види
- Xiphidiopicus, один вид: Xiphidiopicus percussus
- Campethera, 12 видів
- Geocolaptes, один вид: Geocolaptes olivaceus
- Dendropicos, 15 видів
- Dendrocopos, Дятел, 24 види
- Picoides, Трипалий дятел, 12 видів
- Veniliornis, 14 видів
- Piculus, 7 видів
- Colaptes, 13 видів
- Celeus, 11 видів
- Dryocopus, 7 видів
- Campephilus, 11 видів
- Chrysophlegma, 3 види
- Picus, Жовна, 12 видів
- Dinopium, 4 види
- Chrysocolaptes, 3 види
- Gecinulus, 2 види
- Sapheopipo, один вид: Sapheopipo noguchii
- Blythipicus, 2 види
- Reinwardtipicus, один вид: Reinwardtipicus validus
- Micropternus, один вид: Micropternus brachyurus
- Meiglyptes, 3 види
- Mulleripicus, 3 види